# Albert Scherrer
Albert Scherrer (28 de fevereiro de 1908 – 5 de julho de 1986) foi um automobilista suíço que participou do Grande Prêmio da Suíça de 1953 de Fórmula 1.